# Hayes megye
Hayes megye az Amerikai Egyesült Államokban, azon belül Nebraska államban található. Megyeszékhelye és legnagyobb városa Hayes Center. Lakosainak száma 856 fő (2020. április 1.). Hayes megye Lincoln, Hitchcock, Perkins, Chase, Dundy és Frontier megyékkel határos.

## Népesség
A megye népességének változása:
| Lakosok száma | 960  | 984  | 955  | 976  | 932  | 856  |
|               | 2010 | 2011 | 2012 | 2013 | 2015 | 2020 |